# Fouzilhon
Fouzilhon è un comune francese di 216 abitanti situato nel dipartimento dell'Hérault nella regione dell'Occitania.

## Società

### Evoluzione demografica
Abitanti censiti